# 高橋安光
高橋 安光（たかはし やすみつ、1924年8月3日 - 2008年3月8日）は、日本のフランス思想史研究者。専門はヴォルテール研究。

## 経歴
1924年、埼玉県生まれ。1947年に 東京大学文学部仏文科を卒業。その後は、一橋大学教授、東京国際大学教授をつとめた。
2008年3月8日、循環器不全のため死去。

## 受賞歴
- 2008年：第45回日本翻訳文化賞を受賞（ヴォルテール著『ヴォルテール書簡集 ― 1704－1778』(法政大学出版局)の功績により）

## 著書

### 単著
- 『ヴォルテールの世界』 未來社、1979年
- 『近代の雄弁』 法政大学出版局、1985年
- 『旅・戦争・サロン ― 啓蒙思潮の底流と源泉』 法政大学出版局、1991年
- 『手紙の時代』 法政大学出版局、1995年

### 訳書
- ヴォルテール著『哲学辞典』 法政大学出版局、1988年
- ポール＝アンリ・ティリ・ドルバック著『自然の体系 〈1〉』 鶴野陵共訳、法政大学出版局、1999年
- ポール＝アンリ・ティリ・ドルバック著『自然の体系 〈2〉』  鶴野陵共訳、法政大学出版局、2001年
- ヴォルテール著『ヴォルテール書簡集 ― 1704 － 1778』 編訳、法政大学出版局、2008年